# RDH10
RDH10 (англ. Retinol dehydrogenase 10) – білок, який кодується однойменним геном, розташованим у людей на 8-й хромосомі. Довжина поліпептидного ланцюга білка становить 341 амінокислот, а молекулярна маса — 38 087.
| 10         |  | 20         |  | 30         |  | 40         |  | 50         |
| ---------- |  | ---------- |  | ---------- |  | ---------- |  | ---------- |
| MNIVVEFFVV |  | TFKVLWAFVL |  | AAARWLVRPK |  | EKSVAGQVCL |  | ITGAGSGLGR |
| LFALEFARRR |  | ALLVLWDINT |  | QSNEETAGMV |  | RHIYRDLEAA |  | DAAALQAGNG |
| EEEILPHCNL |  | QVFTYTCDVG |  | KRENVYLTAE |  | RVRKEVGEVS |  | VLVNNAGVVS |
| GHHLLECPDE |  | LIERTMMVNC |  | HAHFWTTKAF |  | LPTMLEINHG |  | HIVTVASSLG |
| LFSTAGVEDY |  | CASKFGVVGF |  | HESLSHELKA |  | AEKDGIKTTL |  | VCPYLVDTGM |
| FRGCRIRKEI |  | EPFLPPLKPD |  | YCVKQAMKAI |  | LTDQPMICTP |  | RLMYIVTFMK |
| SILPFEAVVC |  | MYRFLGADKC |  | MYPFIAQRKQ |  | ATNNNEAKNG |  | I          |

A: Аланін

C: Цистеїн

D: Аспарагінова кислота

E: Глутамінова кислота

F: Фенілаланін

G: Гліцин

H: Гістидин

I: Ізолейцин

K: Лізин

L: Лейцин

M: Метіонін

N: Аспарагін

P: Пролін

Q: Глутамін

R: Аргінін

S: Серин

T: Треонін

V: Валін

W: Триптофан

Кодований геном білок за функцією належить до оксидоредуктаз. 
Білок має сайт для зв'язування з НАДФ. 
Локалізований у мембрані, ендоплазматичному ретикулумі, мікросомах.